# Starosaski jezik
Starosaski jezik (ISO 639-3: osx; Altnieder-deutsch), povijesni zapadnogermanski jezik ingveonske skupine kojim su od 8. ili 9. do 12 stoljeća govorila saska plemena na području današnje sjeverne Njemačke između Rajne i Labe te između Sjevernog mora i gorja Harz.
Iz njega se razvio srednjodonjonjemački jezik [gml], čiji su nasljednici suvremeni donjosaski jezici u današnjoj Nizozemskoj i susjednoj Njemačkoj.